# Climat des Seychelles
Le climat des Seychelles est équatorial avec une saison sèche et une saison des pluies peu marquées. Il est considéré comme Af selon la classification climatique de Köppen-Geiger.

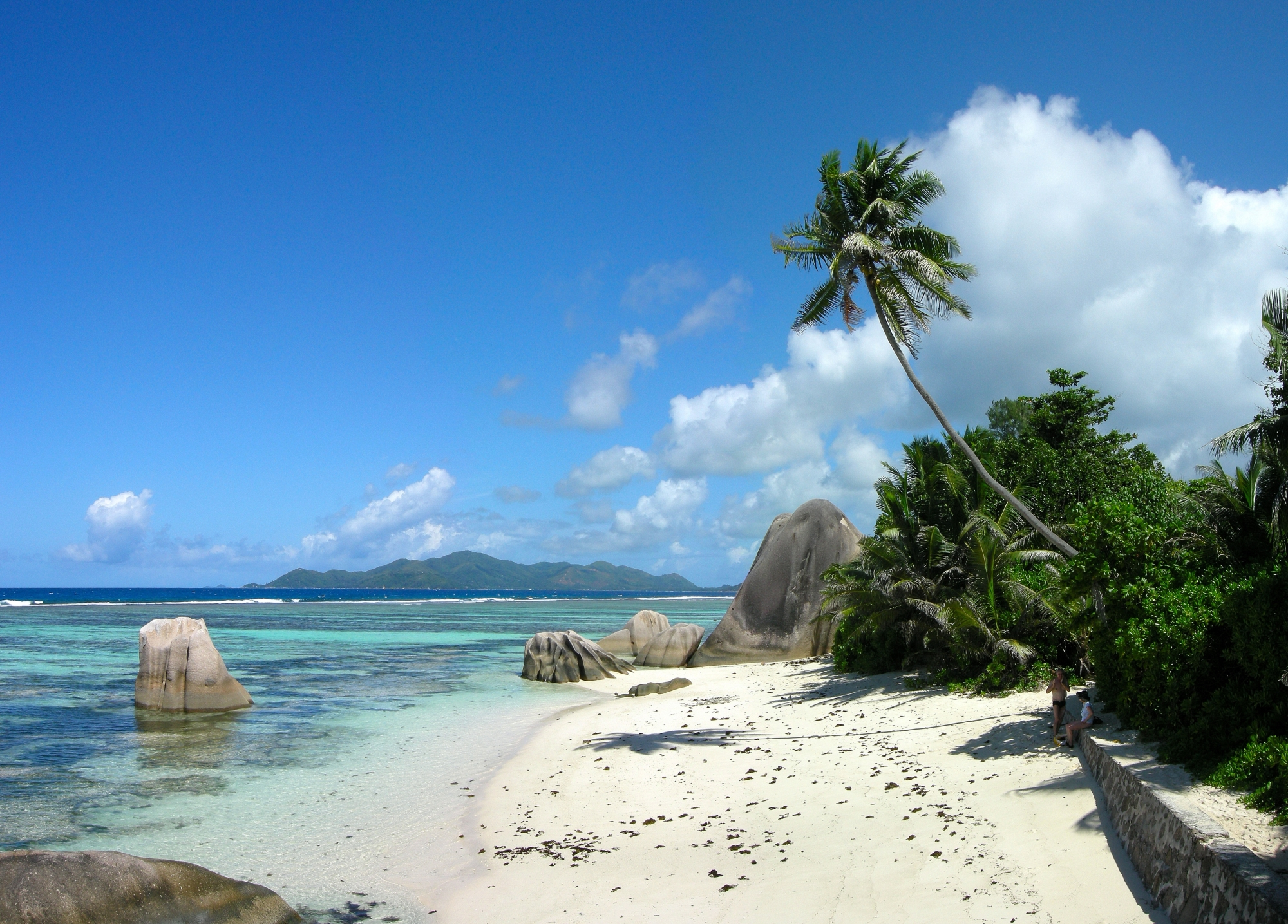
Plage d'Anse Source d'Argent sur l'île de La Digue.

## Caractéristiques principales
Aux Seychelles, archipel de 115 îles de l’océan Indien, les températures sont constantes entre 25 et 30 °C durant l’année, ce qui permet qu'une fréquentation touristique continue même si les mois de transition entre ces deux saisons soit fin avril à fin juin et mi-septembre à mi-novembre, sont secs, ensoleillés et peu venteux.
La température moyenne est donc d’environ 27 °C, identique à celle de la mer. La saison des pluies débute au mois d’octobre et se termine en mars, janvier étant le mois le plus pluvieux. Durant cette période, une atmosphère plus humide et une température plus élevée s’installent. La saison fraîche s’étend, quant à elle, d’avril à septembre avec des alizés du sud-est qui apportent du vent.
La pluviométrie annuelle élevée varie peu d'une station à l'autre, la moyenne est de 2200 mm par an.

## Des cyclones très rares
L'archipel des Seychelles, situé au nord-ouest de l'océan Indien au nord-est de Madagascar, au sud de l'équateur (Victoria, la capitale est à 514 km de l'équateur) est réputé épargné par les phénomènes cycloniques, du moins pour les îles Intérieures qui regroupent 98 % de la population. 

## Histoire
La collecte des données des précipitations aux Seychelles a débuté en 1888, à l’intérieur du jardin botanique de Victoria (PUC, 1984).
La trace la plus ancienne d’une dépression relevée aux Seychelles date du 12 octobre 1862, lorsqu'un violent déluge (appelé avalasse) s'abattit sur Mahé et Praslin. Des hauts de Victoria, boue et arbres déracinés dévalent et engloutissent tout sur leur passage. Cet événement va marquer durablement les mémoires, car cinquante personnes furent tuées et trente mille cocotiers furent perdus. Ce fut le seul accident météorologique majeur de l'histoire moderne des Seychelles.
Dix sept ans plus tard cependant, une autre dépression allait caractériser juin 1869. Puis, tranquillité durant 121 ans jusqu’au 18 Mai 1990, lorsque le cyclone tropical Ikonjo toucha l’île Desroches avec des rafales à plus de 90 km/h. A l’aéroport de Mahé, des rafales à 96 km/h sont relevées.
La tempête (non-baptisée en temps réel) toucha Mahé vers 2 h du matin, le 7 septembre 2002, avec des rafales soutenues de 90-100 km/h. l'île Praslin fut nettement touchée vers 14 h, le même jour, mais les rafales y soufflèrent à 120 km/h, mesuré à l’aéroport domestique de l’île. Plusieurs écoles ont été sérieusement endommagées, ainsi que les liaisons téléphoniques et la réserve de la vallée de Mai où pousse le célèbre coco-fesse. La pluviométrie maximale a été de 366 mm à Mahé, 219 mm à Praslin et 236 mm à La Digue.
Le 21 décembre 2006, les atolls lointains de Providence et Farquhar, dans les îles Extérieures et peuplés seulement de quelques habitants, furent touchés de plein fouet par le très intense cyclone tropical Bondo, avec des rafales qui dépassèrent les 200 km/h.